# Devir
Devir (do latim devenire, chegar) é um conceito filosófico que indica as mudanças pelas quais passam as coisas.
O conceito de "tornar-se" apresentou-se primeiramente no leste da Grécia antiga pelo filósofo Heráclito de Éfeso que no século VI a.C. cunhou o famoso aforismo "Nenhum homem jamais pisa no mesmo rio duas vezes"; é também dito por ele que nada neste mundo é permanente, exceto a mudança e a transformação. Sua teoria está em oposição com a de Parmênides, outro filósofo grego que acreditava que as mudanças ônticas  — ou os "tornar-se" que percebemos com nossos sentidos — constituem algo enganoso, que há pura perfeição e eternidade por trás da natureza, e que esta é a verdade suprema do Ser. Esse argumento foi afirmado por Parmênides com a famosa citação "o que é, é". Os estudiosos geralmente acreditavam que Parmênides estava respondendo a Heráclito, ou Heráclito a Parmênides, embora a opinião sobre quem estava respondendo a quem tenha mudado ao longo do século XX. Na filosofia, a expressão "tornar-se" diz respeito de um conceito ontológico específico, estudado também pela filosofia do processo como um todo ou com o estudo relacionado da teologia do processo, em que se considera Heráclito como precursor da abordagem do processo, devido à sua doutrina do fluxo radical.

## Heráclito
Cerca de 500 a.C. Heráclito escreveu o seguinte:
Tudo flui e nada permanece, tudo dá forma e nada permanece fixo;
Você não pode pular duas vezes no mesmo rio, pois outras águas e ainda outras, vão fluir.
Logo depois, Leucipo de Mileto também falou do devir como movimento dos átomos.
Plutarco (De animae procreatione, 5 p. 1014 A) escreveu sobre Heráclito:
Essa ordem universal, que é a mesma para todos, não foi feita por nenhum deus ou homem, mas sempre foi, é e será um fogo sempre vivo, acendendo-se por medidas regulares e saindo por medidas regulares.

## Parmênides, Anaxágoras e Melisso
Parmênides afirmava que o ser não poderia devir do não-ser: "[o que é] é sem começo nem fim, pois o vir-a-ser e o deixar-de-ser vagaram muito longe, e a verdadeira crença os expulsou". Anaxágoras também aceita esse princípio eleata: "Os gregos não pensam corretamente sobre vir-a-ser e deixar-de-ser; pois nada vem a ser ou é destruído; mas é de coisas [pré]existentes que há combinação e dissociação. E assim seria correto chamar o vir-a-ser "combinar" (summisgesthai) e o perecer "dissociar" (diakrinesthai)" (DK 59 B17).
Segundo Melisso, toda mudança, como nos objetos dos sentidos, é um deixar de ser e portanto os fenômenos não possuem o estatuto de verdadeiro "ser", o Um imutável: "Dissemos que havia muitas coisas que eram eternas e tinham formas e força próprias, e no entanto imaginamos que todas elas sofrem alterações, e que mudam a partir do que vemos a cada vez. É claro, então, que afinal não vimos bem, nem estamos certos em acreditar que todas essas coisas são muitas. Elas não mudariam se fossem reais, mas cada coisa seria exatamente o que acreditávamos que fosse; pois nada é mais forte do que a verdadeira realidade. Mas se mudou, o que é deixou de ser e o que não é veio a ser. Então, se houvesse uma pluralidade, as coisas teriam que ser da mesma natureza que o Um."

## Platão
Platão tinha interesse em construir sua teoria sobre o "devir" de modo a não anular as perspectivas de imutabilidade do ser, tudo se passa como se o filósofo tivesse que conhecer duas posições extremas para poder ultrapassá-las: a de Heráclito para quem tudo o que existe é conduzido pelo fluxo do devir; e a posição antagônica de Parmênides para quem o ser não comporta nem o nascimento nem a morte, o devir só pode ser uma ilusão, o ser é imutável ou não é o ser. Para ele, o ser na dimensão do "tornar-se" implica a causa específica da inteligência produtora e tudo o que ela postula, o "ser que é sempre" não está sujeito à geração e ao devir, porque permanece sempre nas mesmas condições; ele é captado pela inteligência por meio do raciocínio, o devir que continuamente se engendra não é nunca um verdadeiro ser justamente porque está em contínua mudança, ele é objeto de opinião, ou seja, é captado mediante a percepção sensorial, distinta da razão.

## Aristóteles
Para Aristóteles, o devir é apenas uma passagem da potência ao ato que é a perfeição para a qual o devir tende. Segundo Aristóteles, ato é a perfeição para a qual o devir tende. Aristóteles dá o nome de devir ao processo de realização da potência. Devir é o princípio de atualização da potencialidade em direção à realização da forma. O princípio do devir é o movimento, o princípio do movimento é a potência." William Baptista. O devir aristotélico é a realização de um processo para se receber, o que move um ente para sua finalidade é o motor; tudo está em movimento porque é movido por um motor, o motor que move a si mesmo e não é movido por nenhum outro é o primeiro motor, o motor perfeito onde todas as suas potencialidades estão atualizadas.

## Hegel
O conceito do devir em Hegel  constitui a síntese dialética do ser e do não ser, pois tudo o que existe é contraditório estando então sujeito a desaparecer. Tal como Heráclito, Hegel viu a oposição e o conflito como essenciais ao devir.

## Nietzsche
Para Nietzsche, o conflito produz um devir porém esse não se caracteriza como síntese, o devir preconizado por Nietzsche a partir de Heráclito, provém mediante a diferenciação e a separação  que se engendram na disputa.

## Deleuze e Guattari
A questão do devir (em francês, Devenir) se coloca como um ponto muito importante na filosofia de Gilles Deleuze e Félix Guattari. Para Deleuze e Guattari, o devir não está relacionado à imitação ou à assimilação de um modelo, tampouco se reduz a um ponto de partida e um de chegada. À medida que alguém se transforma, aquilo em que ele se transforma também muda tanto quanto ele próprio. Para Deleuze e Guattari, o devir é o conteúdo próprio do desejo, de modo que desejar é passar por devires.
De maneira simplificada, pode-se dizer que Deleuze coloca o devir, e não o ser, como o que constitui a realidade, visto que a realização depende do desejo e da transformação.